# Eunidia vagepicta
Eunidia vagepicta là một loài bọ cánh cứng trong họ Cerambycidae.